# Малые Туралы
Малые Туралы (сибирскотат. 
Кеце Уыш) — деревня в Тарском районе Омской области России. Входит в состав Большетуралинского сельского поселения.

## История
Основана в 1540 г. В 1928 г. состояла из 38 хозяйств, основное население — татары. В составе Солдатовского сельсовета Нижне-Колосовского района Тарского округа Сибирского края.

## Население
| 1926 | 2002 | 2010 |
| ---- | ---- | ---- |
| 176  | ↘51  | ↘46  |